# Sichta
Sichta (ros. Sychta) – wieś w Osetii Południowej, w regionie Dżawa. W 2015 roku liczyła 5 mieszkańców.